# Altica engstromi
Altica engstromi är en skalbaggsart som först beskrevs av Sahlberg 1893.  Altica engstromi ingår i släktet Altica, och familjen bladbaggar. Arten är reproducerande i Sverige.